# Pamětní medaile 20. výročí Revolučních ozbrojených sil
Pamětní medaile 20. výročí Revolučních ozbrojených sil (španělsky: Medalla Conmemorativa XX Aniversario de las Fuerzas Armadas Revolucionarias) byla pamětní medaile Kubánské republiky. Vytvořena byla na památku 20 let od založení rebelské armády, která byla předchůdkyní Revolučních ozbrojených sil.

## Historie a pravidla udílení
Medaile byla založena zákonem č. 1314 ze dne 23. listopadu 1976. Status vyznamenání byl změněn zákonným nařízením č. 9 ze dne 29. listopadu 1977, které omezilo možnost jejího udělení.. Ratifikována byla i zákonem č. 30 ze dne 10. prosince 1979.
Medaile byla udílena vojákům, dělníkům a studentům za účast na internacionalistických aktivitách a/nebo za zásluhy o rozvoj obrany Kuby. Udílena byla také předním světovým osobnostem, které nepřetržitě vyjadřovaly solidaritu s kubánskou revolucí.
V roce 1986 byla nahrazena Pamětní medailí 30. výročí Revolučních ozbrojených sil.

## Popis medaile
Medaile kulatého tvaru je vyrobena ze žlutého kovu. Na přední straně je vyobrazena jachta Granma plující po moři. Na této lodi připlula skupina Kubánců k pobřeží Kuby s cílem připravit povstání. Na lodi vlaje barevně smaltovaná kubánská vlajka. Na pozadí je motiv pohoří. Nad pohořím jsou dvě data 1956 a 1976. Na zadní straně je státní znak Kuby. Při okraji je nápis REPÚBLICA DE CUBA • FUERZAS ARMADAS REVOLUCIONARIAS.
Stuha se skládá z prostředního pruhu olivově zelené barvy, který je z obou stran lemován úzkými bílými proužky, na které na obou stranách navazují pruhy červené a černé barvy. Na stuze je položena spona XX ze žlutého kovu.